# Municipio de Malacatancito
Municipio de Malacatancito är en kommun i Guatemala.   Den ligger i departementet Departamento de Huehuetenango, i den västra delen av landet, 130 km nordväst om huvudstaden Guatemala City.